# هیدئو جوجو
هیدئو جوجو (انگلیسی: Hideo Jojo؛ زادهٔ ۲ سپتامبر ۱۹۷۵) فیلم‌نامه‌نویس، و کارگردان فیلم اهل ژاپن است.